# Ashtabula bicristata
Ashtabula bicristata là một loài nhện trong họ Salticidae.
Loài này thuộc chi Ashtabula. Ashtabula bicristata được Eugène Simon miêu tả năm 1901.